# لاتوك (كيبك)
لاتوك (بالإنجليزية: La Tuque, Quebec)‏ هي بلدية محلية في كيبيك تقع في كندا في لاتاك. يقدر عدد سكانها بـ 11,227 نسمة ومساحتها 28,098.60 كم2 .